# Miracles in December (singel)
„Miracles in December” (kor. 12월의 기적; chiń. upr. 十二月的奇迹) – singel grupy EXO, wydany cyfrowo 5 grudnia 2013 roku przez wytwórnię SM Entertainment. Singel ukazał się w dwóch wersjach językowych: edycji koreańskiej i mandaryńskiej. Utwór promował minialbum o tym samym tytule.
„Miracles in December” to popowa ballada z akompaniamentem fortepianu i skrzypiec. Utwór został dobrze przyjęty przez krytyków i odniósł sukces komercyjny. Zadebiutował na szczytach dziewięciu rankingów w Korei Południowej. Singel sprzedał się w Korei Południowej w nakładzie ponad 606 568 egzemplarzy (stan na styczeń 2014 r.).

## Produkcja
Utwór Miracles in December został skomponowany przez Ricky'ego Hanleya i Andreasa Johanssona. Sarah Yoon jest autorką tekstu koreańskiej wersji piosenki, a Liu Yuan jest autorem wersji mandaryńskiej. Choreografia do teledysku została opracowana przez Tony'ego Testa i Grega Hwanga.
Koreańska wersja piosenki została wykonana przez Chena, Baekhyuna i D.O., podczas gdy w wersji mandaryńskiej D.O. został zastąpiony przez Luhana.

## Promocja
Koreańska wersja jest została wykonana przez podgrupę EXO-K, a mandaryńska przez EXO-M. Teledyski do obu wersji utworu ukazały się 31 lipca 2013 na oficjalnym kanale YouTube wytwórni.

## Notowania
Wer. kor.
| Lista (krajowe)                   | Pozycja |
| --------------------------------- | ------- |
| Gaon Weekly Digital Chart         | 2       |
| Gaon Monthly Digital Chart        | 2       |
| Gaon Weekly Download Chart        | 3       |
| Gaon Streaming Chart              | 5       |
| Gaon Weekly BGM Chart             | 2       |
| Gaon Weekly Mobile Ringtone Chart | 3       |

Wer. chiń.
| Lista (międzynarodowe)     | Pozycja |
| -------------------------- | ------- |
| Gaon Weekly Digital Chart  | 1       |
| Gaon Monthly Digital Chart | 5       |
| Gaon Weekly Download Chart | 6       |
| Gaon Streaming Chart       | 14      |
| Gaon Weekly BGM Chart      | 29      |
| Baidu Weekly Music Chart   | 6       |